# Vespiodes nyasae
Vespiodes nyasae är en tvåvingeart som beskrevs av Hesse 1969. Vespiodes nyasae ingår i släktet Vespiodes och familjen Mydidae.
Artens utbredningsområde är Malawi. Inga underarter finns listade i Catalogue of Life.